# SN 2000fb
SN 2000fb – supernowa odkryta 29 listopada 2000 roku w galaktyce E205-G11. W momencie odkrycia miała maksymalną jasność 15,80m.